# Guna Yala
Die Comarca Guna Yala (früherer Name: San Blas, danach Kuna Yala) ist ein autonomes Gebiet an der Nordküste Panamas am Atlantischen Ozean. Im Jahr 2023 hatte es 32.016 Einwohner auf einer Fläche von 2307,6 km².
Eine Kette aus etwa 365 Inseln in der karibischen See vor der nördlichen Küste Panamas, die sich rund 180 km bis zur kolumbianischen Grenze erstreckt, bildet den Archipel San Blas. Sie und die Küstenregion zwischen Puerto Obaldía im Osten an der kolumbianischen Grenze und der Insel El Porvenir im Westen werden von rund 33.000 Angehörigen des Volkes der Kuna bewohnt, nur etwa 50 der Inseln sind dauerhaft bewohnt. Im Norden wird das Gebiet durch eine große Anzahl der Karibikküste vorgelagerter Koralleninseln begrenzt, im Süden durch die Hügelkette Cordillera de Kuna Yala.

## Geschichte der Region
Die Kuna haben der Unterwerfung durch die Zentralregierung in blutigen Auseinandersetzungen getrotzt, die schließlich 1925 in einem Aufstand, der Dule-Revolution, gipfelte. Obwohl 1930 ein politischer Vergleich geschlossen wurde, mussten die Indigenen noch jahrzehntelang kämpfen, bis schließlich das semiautonome Gebiet Kuna Yala etabliert war.

## Kultur
In Heimarbeit gefertigt werden die Molas, Erzeugnisse eines einzigartigen Kunsthandwerks Mesoamerikas. Dabei handelt es sich um eine Applikations-Stickerei, die ursprünglich und auch heute noch die Blusen der Frauen ziert. Diese Tracht ist in ihrer heutigen bunten Form erst ab 1950 entstanden. Die Vorläufer zu Beginn des 20. Jahrhunderts haben sich vermutlich aus der bis dahin üblichen Körperbemalung statt -bekleidung, die die ersten Missionare förderten, entwickelt. Es gibt nicht nur traditionelle Motive, sondern auch umgestaltete Industrielabels, Kommentare zu politischen Ereignissen, sogar als Informations- und Lehrmedium werden sie verwendet (z. B. Motiv eines Kaimans, der ein Kind attackiert). In der Auseinandersetzung mit den USA in den 1990er Jahren erhielten die Molas einen Status als panamaisches Identitätssymbol und haben sich spätestens seitdem auch in der westlich orientierten Oberschicht Panamas etabliert. Viele Molas werden in Museen auf der ganzen Welt ausgestellt. Im Alltagsleben gehören sie, neben den ebenso bunten unterschenkel- und unterarmbedeckenden Bändern, zum normalen Schmuck der Kuna-Frauen. Sie trifft man tagsüber in der Fußgängerzone von Panama-Stadt beim Verkauf, zwei Tage später in ihren Hütten im Archipel. Sie nutzen für die Reise das Flugzeug.
Am bekanntesten ist die Isla El Porvenir, auf der sich der Gruppentourismus bereits häuft. Auch auf den Inseln Isla Sapibenega, Isla Wichubualá (alias Wichub Wala oder Huala) und Isla Okuptupu gibt es erste touristische Strukturen. Weiter südlich liegende Inseln der Kunas, wie z. B. Playón Chico (Ukupseni), sind nur sehr schwer und nur mit einfachen Propellermaschinen zu erreichen. Die Einladung eines Einheimischen einschließlich Zustimmung der Stammesvorsteher (Kaziken) ist erforderlich. Es herrscht die Kuna-Sprache vor, Englisch wird dort fast gar nicht, Spanisch nur von einigen gesprochen.

Flagge von Guna Yala

Flagge der Dule-Revolution von 1925

Die Comarca liegt zwischen 8°25’ und 9°32’ nördlicher Breite bzw. 79°20’ und 77°8’ westlicher Länge und hat eine Länge von 181 Kilometern.
Die Flagge, die San Blas bzw. Kuna Yala von 1925 bis 2010 führte, bildet ein Swastika (Hakenkreuz) mit nach links zeigenden Haken ab. Diese stellt einen symbolisierten Oktopus dar, der nach der lokalen Überlieferung die Welt erschaffen hat. Seit 2010 führt das nunmehr in Guna Yala umbenannte Gebiet eine neue Flagge, auf der zwei gekreuzte Arme mit Pfeil und Bogen dargestellt sind. Die bisherige Flagge wird für Zwecke beibehalten, die den Widerstand und die Dule-Revolution von 1925 darstellen.

## Politische Einteilung
Politisch ist die Region in vier Corregimientos unterteilt, die sich weiter in 51 Gemeinden (spanisch comunidad, Kuna-Sprache Neggwebur) gliedern:
1. Corregimiento de Narganá
Dieses Gebiet mit einer Fläche von 965,1 km² hatte im Jahr 2000 genau 14.060 Einwohner in 28 Gemeinden, die meisten davon auf Inseln. Man kann unterscheiden zwischen drei verschiedenen soziokulturellen Gegebenheiten: a) dem Sektor Cartí, welcher reich an Kultur ist und wo es am meisten Tourismus gibt; b) dem Sektor der Gemeinden Río Azúcar, Narganá und Corazón de Jesús, der den größten westlichen Einfluss aufweist. Hier bestehen auch einige staatliche Institutionen und Infrastrukturen; und c) das Gebiet, das die Gemeinden von Tigre und Ticantiqui umfasst, welche sich noch in einem natürlichen Zustand bezüglich der kulturellen Aspekte befinden.
2. Corregimiento de Ailigandí
Das Corregimiento mit einer Fläche von 631,7 km² beinhaltet 10 Gemeinden mit einer Gesamtbevölkerung (2000) von 11.644 Personen. Es ist die Region mit der größten Bevölkerungsdichte (20,8 Einwohner pro km²). Die soziokulturellen Charakteristiken sind sehr homogen und befinden sich, bedingt durch vermehrten westlichen Einfluss, in einem Übergang. Es hat – wie das Corregimiento de Narganá – Infrastrukturen wie Gesundheitszentrum, Spital, Aquädukt, Landepisten und Schulen.
3. Corregimiento de Tubualá
Umfasst 11 Gemeinden auf einer Fläche von 613,1 km² mit einer Bevölkerungszahl (2000) von 6.733 Personen. Diese Gemeinden haben weniger Infrastruktur und sind geringer von der westlichen Welt beeinflusst.
4. Corregimiento de Puerto Obaldía
Das schwer zugängliche Corregimiento im Osten an der Grenze zu Kolumbien mit einer Fläche von 130,9 km² umfasst nur einen Küstenstreifen ohne Inseln und hatte im Jahr 2000 nur 672 Einwohner in den beiden Gemeinden Puerto Obaldia und La Miel, und die geringste Bevölkerungsdichte mit 7,0 Einwohnern pro km².

## Trivia
- In der spanischen Netflix-Serie Haus des Geldes leben die beiden Protagonisten Rio und Tokio zwei Jahre lang nach dem Überfall auf die spanische Banknotendruckerei auf einer Insel der Region.